# Årets kvinna (film)
Årets kvinna är en amerikansk film från 1942 i regi av George Stevens. Det var den första filmen som Spencer Tracy och Katharine Hepburn gjorde tillsammans. Filmen tilldelades en Oscar för bästa manus, och Katharine Hepburn var nominerad för en Oscar för bästa kvinnliga huvudroll.

## Handling
Två journalister på samma tidning blir trots deras olikheter kära i varandra och gifter sig. Men äktenskapet sätts snart på hårda prov.

## Bilder från filmens trailer

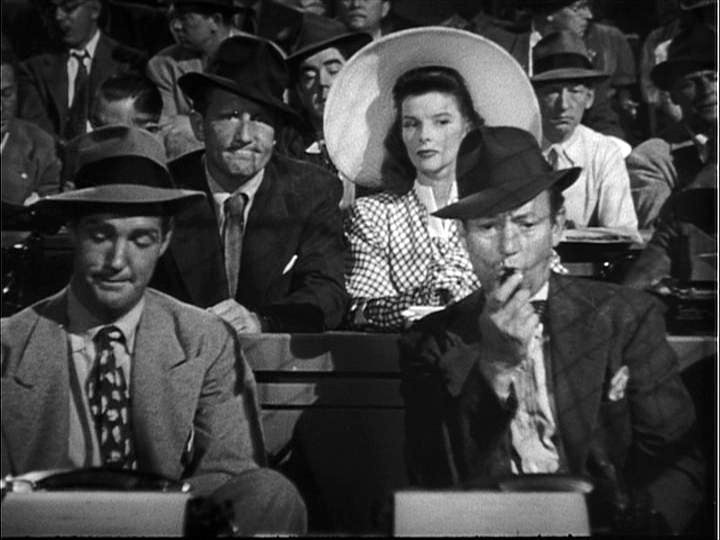
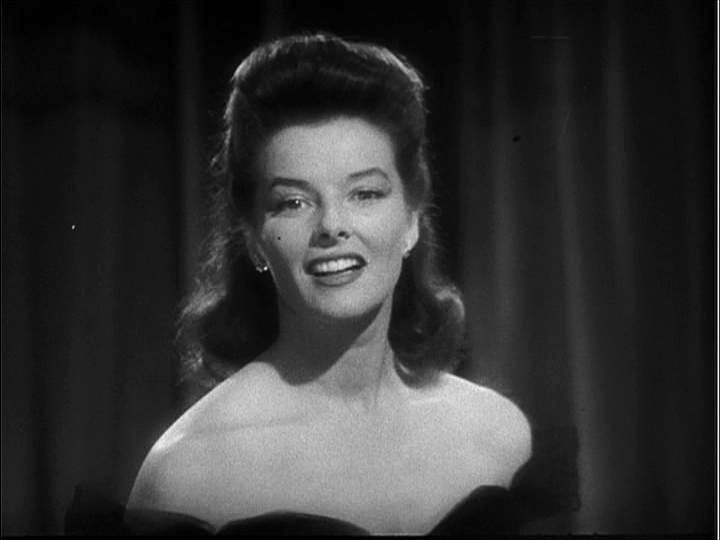
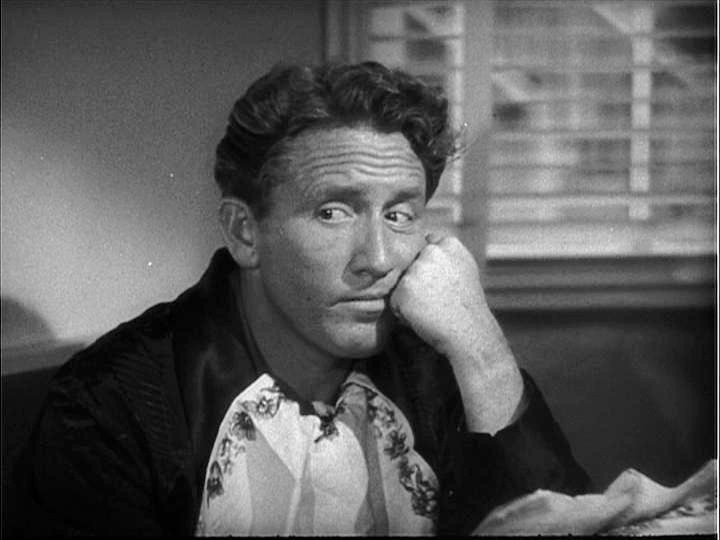

## Rollista
- Spencer Tracy - Sam Craig
- Katharine Hepburn - Tess Harding
- Fay Bainter - Ellen Whitcomb
- Reginald Owen - Clayton
- Minor Watson - William Harding
- William Bendix - Pinkie Peters
- Gladys Blake - Flo Peters
- Dan Tobin - Gerald Howe
- Roscoe Karns - Phil Whittaker
- Ludwig Stössel - Dr. Lubbeck
- Sara Haden - Matron